# Aketza Peña Iza
Aketza Peña Iza (Zalla, 4 de març de 1981) és un ciclista basc, que fou professional del 2004 al 2007 i posteriorment al 2010. Posteriorment practicà el ciclocròs.
Durant la disputa del Giro d'Itàlia de 2007 es va anunciar que havia donat positiu en un control per nandrolona al Giro del Trentino d'aquell mateix any. El corredor va ser retirat de la cursa i posteriorment expulsat de l'equip. L'any següent, el TAS el va declarar innocent i va anul·lar-li la sanció de dos anys que tenia.

## Palmarès en ruta

### Resultats a la Volta a Espanya
- 2005. 96è de la classificació general
- 2006. 52è de la classificació general

### Resultats al Giro d'Itàlia
- 2007. Abandona

## Palmarès en ciclocròs
- 2013-2014
  - 1r al Trofeu San Andrés